# 岩インターチェンジ

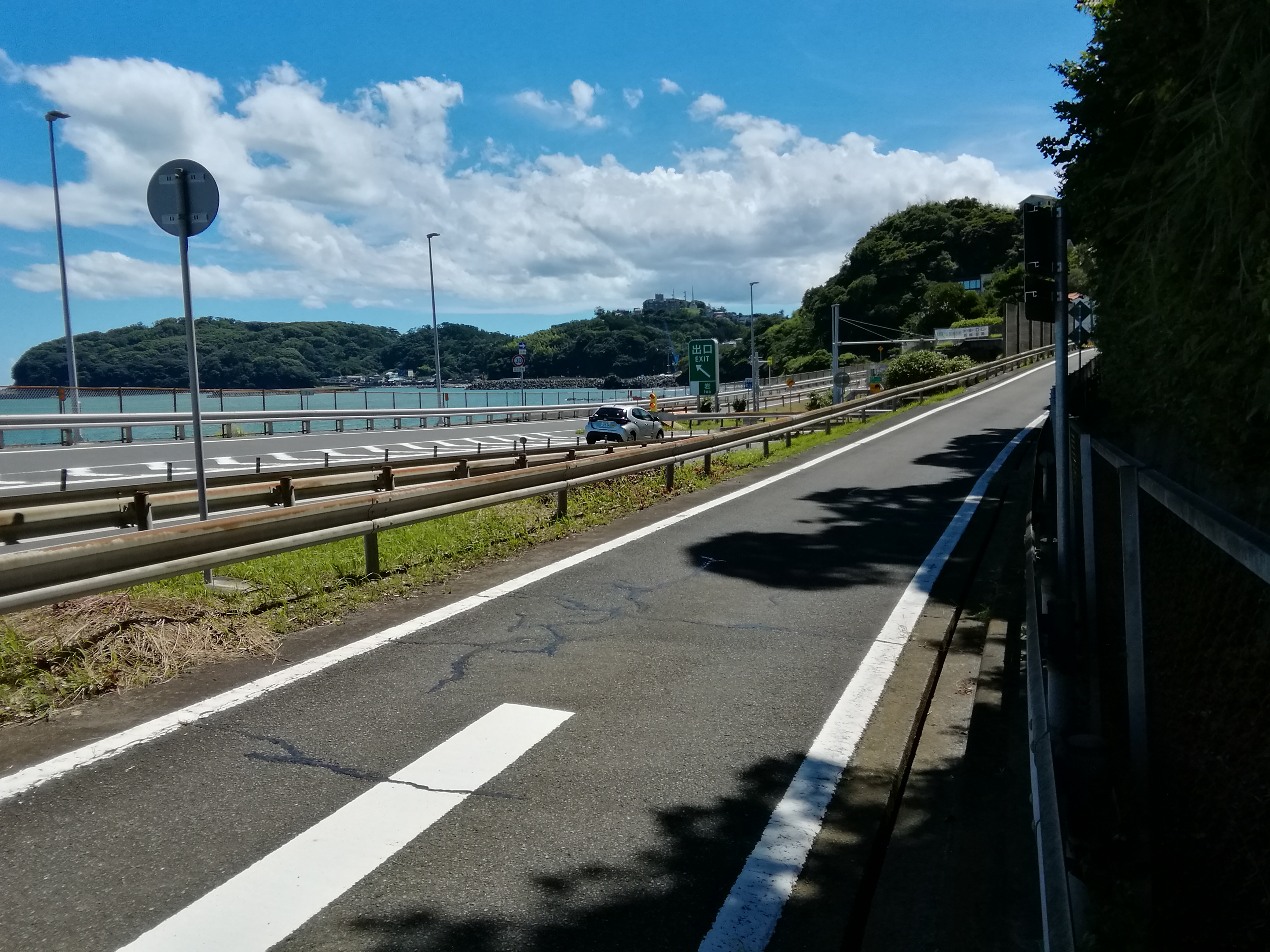
奥が熱海方面。右側が岩ICのオンランプ、左端車線はオフランプ。

岩インターチェンジ（いわインターチェンジ）は、神奈川県足柄下郡真鶴町にある、真鶴道路の新道のインターチェンジである。小田原方面入口、熱海方面出口のみのハーフICである。

## 道路
- 真鶴道路

## 歴史
- 1982年（昭和57年）4月の開通に伴い開設。

## 通行規制
接続する道路が狭いため、大型車等は通行できない。

## 周辺
- 小田原百貨店 真鶴店
- 岩海水浴場
- 岩漁港
- 岩大橋
- 真鶴トンネル
- 弁天島 (真鶴町)
- 箱根ジオパーク（真鶴エリア）
- 神奈川県立真鶴半島自然公園 - 真鶴岬
- 真鶴駅
- 真鶴町役場
- 真鶴港

## 隣
真鶴道路
（熱海方面） - 福浦IC - 真鶴トンネル - 岩IC - 岩大橋 - 真鶴料金所 - （小田原方面）